# 564780 Igorkarachentsev
564780 Igorkarachentsev è un asteroide della fascia principale esterna. Scoperto nel 2011, presenta un'orbita caratterizzata da un semiasse maggiore pari a 3,163444 UA e da un'eccentricità di 0,130739, inclinata di 15,630557° rispetto all'eclittica.
Igor Karachentsev è un astronomo russo che conduce ricerche nei campi della cosmologia osservativa e dell'astronomia extragalattica. Autore di oltre 500 articoli scientifici, ha anche scritto il libro Galassie Binarie.